# Eriococcus sordidus
Eriococcus sordidus är en insektsart som först beskrevs av Green 1904.  Eriococcus sordidus ingår i släktet Eriococcus och familjen filtsköldlöss. Inga underarter finns listade i Catalogue of Life.